# ارلند هرکنرات
ارلند هرکنرات (انگلیسی: Erland Herkenrath; ۲۴ سپتامبر ۱۹۱۲ – ۱۷ ژوئیهٔ ۲۰۰۳) بازیکن هندبال اهل سوئیس بود.